# Parroquia de San Antonio de Padua (Acuamanala)
La Parroquia de San Antonio de Padua está situada en el municipio de Acuamanala de Miguel Hidalgo en el estado de Tlaxcala de México. A mediados del siglo XVI se debió iniciar la construcción de una capilla dedicada a la advocación de San Antonio de Padua, que en el transcurso de los años fue transformándose hasta adquirir la fisonomía contemporánea.

## Historia
Su construcción data del siglo XVIII, es de estilo barroco y está dedicado a San Antonio de Padua, con portada en argamasa, aún conserva su barda atrial con pináculos y portada de acceso, lápidas en piedra de finales del siglo XIX y principios del siglo XX. La fachada principal es de aplanado blanco, los muros y las cubiertas están hechas en piedra, el ancho de los muros es de 1,20 m, la forma de la cubierta es abovedada (cañón con lunetos), en su interior cuenta con retablos barrocos y neo clásicos, casa cural y coro, además de una cruz atrial labrada en piedra, ubicada fuera del atrio y cementerio.

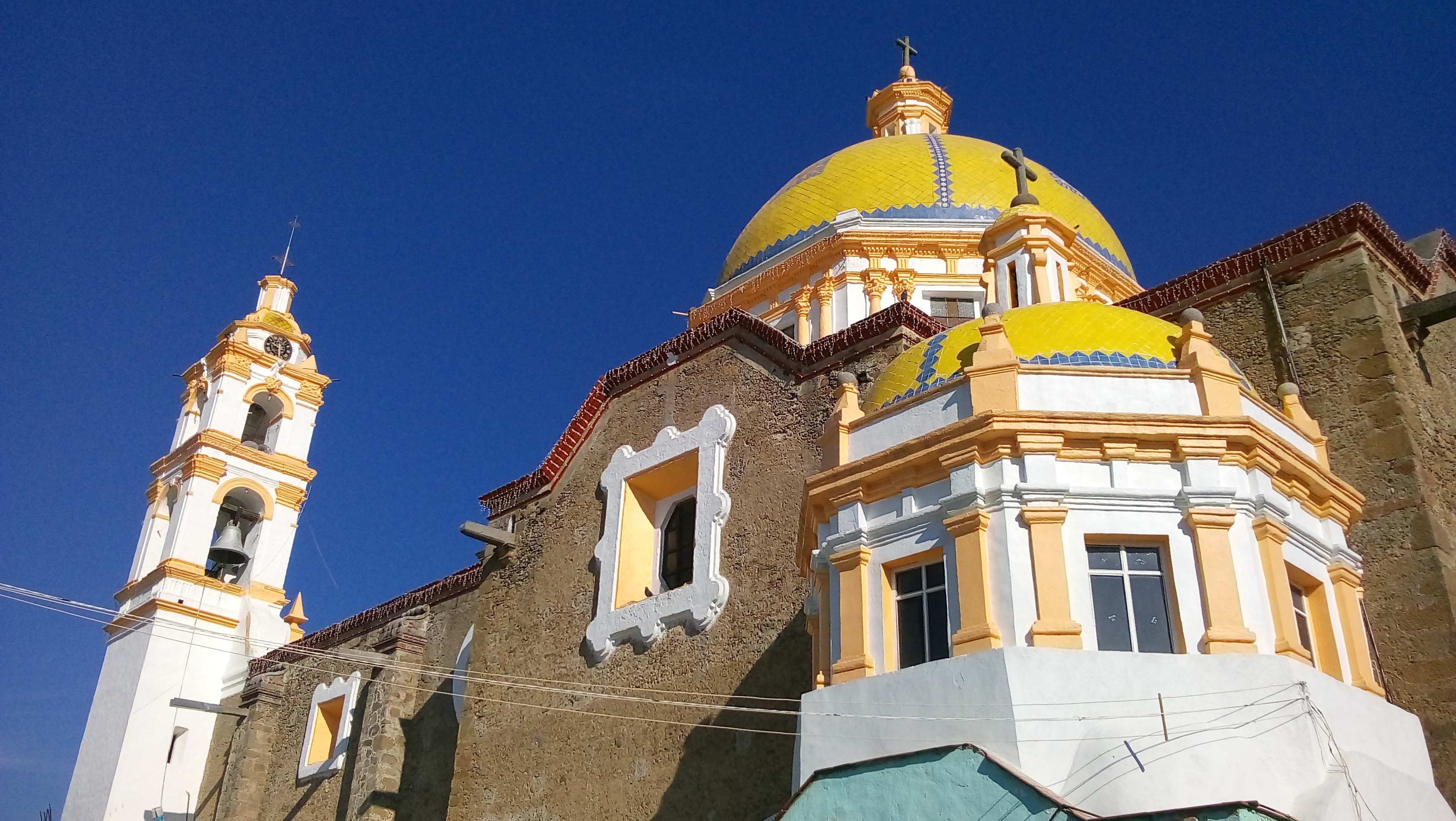
Vista desde las oficinas de la Parroquia
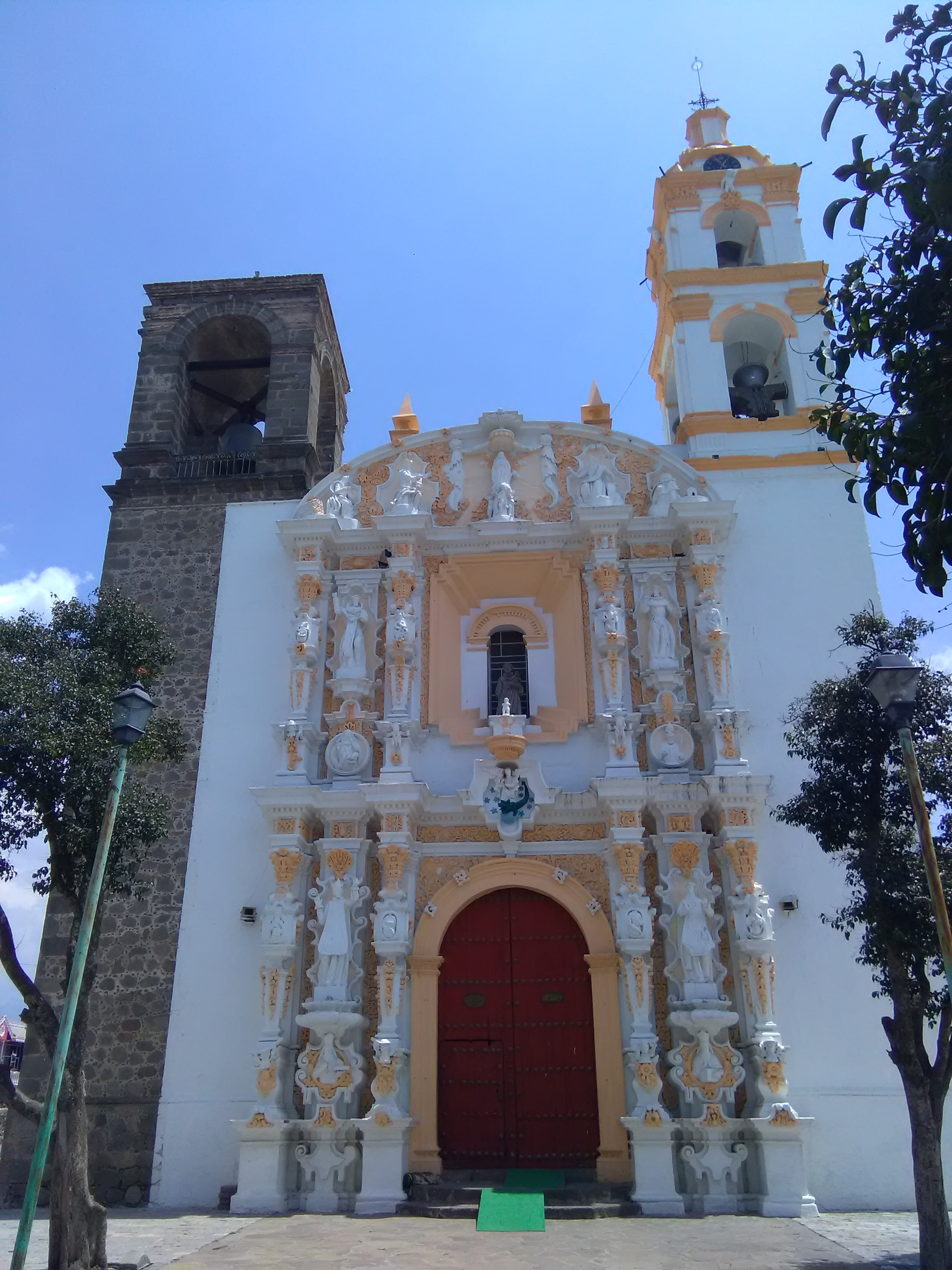
Fachada de la Parroquia.

http://siglo.inafed.gob.mx/enciclopedia/EMM29tlaxcala/municipios/29022a.html Archivado el 9 de septiembre de 2017 en Wayback Machine.
- Datos: Q47501899